# Poliščuci
Poliščuci ili Poliščuki (ukr.: поліщук/poliščuk, bje.: паляшук/paljaščuk, polj. Poleszuk, rus.: полещук/polješčuk) su stanovnici regije Polesje; regionalni naziv za subetničku grupu Ukrajinaca. Njihovo porijeklo pronalazi se prvenstveno u ukrajinskim plemenima Derevljanima, Duljibima i Poljanima koji su središte imali u srednjovjekovnim gradovima Iskorostenu (Korostenu), Volinju i Kijevu.
Značajni kulturni tragovi Poliščuka nalaze se u bjeloruskoj, poljskoj i litavskoj kulturi s toga se u svakoj od njih formirao zaseban sinonim za istu ukrajinsku subetničku grupu. Danas žive pretežito u sjevernoj Ukrajini, no kako je dio etnolingvistički ukrajinskih zemalja nakon sredine 17. stoljeća pripojen susjednim državama, jedan dio Poliščuka živi u južnoj Bjelorusiji, manji dio u istočnoj Poljskoj i zapadnoj Rusiji.

## Osnovna podjela
Poliščuci se danas dijele u dvije osnovne skupine prvenstveno prema svome lokalnom nazivu, dijalektu i zemljopisnom položaju:
a) Poliščuci (Poliščuki); su istoimena subetnografska skupina u Ukrajini. Njihov dijalekt nešto više se razlikuje od onog kod bjeloruskih Poleščuka (Paljaščuka), a kultura je više jedinstvena, arhaična te specifična za podneblje zapadne Ukrajine. Stanovnici se identificiraju etničkim Ukrajincima, a naziv Poliščuk koriste u regionalnom smislu.
b) Paljaščuci (Paljaščuki); je bjeloruski sinonim za istu subetnografsku skupinu u Bjelorusiji među kojima se opet javljaju dvije regionalne podskupine: Pinčuki oko grada Pinska i Brešuki oko grada Bresta. Treba napomenuti da ista skupina ima snažan regionalni identitet kao posljedicu političkog odvajanja tog dijela teritorija od ukrajinske matice te se često ne određuje ni Bjelorusima, ni Ukrajincima. Njihova srodnost s obje veće etničke grupe s vremenom je postala podjednaka.

## Ime i porijeklo
Poliščuci svoje regionalno ime vuku od naziva ukrajinske regije Polesje («šumovita zemlja») čiji naziv se formira između 14. i 16. stoljeća. Poliščuk bi u slobodnom prijevodu označavao «šumare» ili «šumske ljude» s obzirom na to da je za isti kraj karakteristična gusta šuma te močvarna područja. Njihovi prethodnici Derevljani (ujedno poznati kao Rusiči iz Kijevske Rusi) također su imali sličnu poveznicu jer riječ «derevo» u ukrajinskom jeziku označava stablo odnosno «drvo».

## Etnografija i kultura
Današnji Poliščuci na području Ukrajine u znatnoj su mjeri očuvali izvornu staroukrajinsku tradiciju poput karpatskih Bojka i Hucula. U sklopu Poljsko-Litavske Unije ista područja naseljavaju Poljaci koji unose određene kulturne novitete i reformacije ali su Poliščuci zadržali svoje izvorne kršćanske običaje i crkvenu tradiciju bizantskog crkvenog obreda. Posebno su očuvani poznati tradicionalni ukrajinski plesovi «koljadky».
Poliščuci su oduvijek bili posvećeni obradi drveta, a od kraja 19. stoljeća počinju se na veliko zanimati za stočarstvo odnosno govedarstvo. Prvi dan tjeranja stoke i svinja na pašnjake i u šumu, pod nadzorom pastira, padao bi na 6. ili negdje 22. svibnja. Stoka se čuvala u šumi sve do dolaska hladnog vremena, to jest oko sredine 10. mjeseca. Stočarstvo se zadržalo još u mnogim krajevima što ga naseljavaju. 
Osim stočarstva ukrajinski Poliščuci bave se i ribolovom, lovom, pčelarstvom, kao i sakupljanjem darova prirode. Narodna umjetnost očituje se u njihovom razvijenom lončarstvu, tkanju, drvorezbarstvu, kožarstvu, pletarstvu i drugim obrtima. Na istim prostorima posebno je poznat Prirodni rezervat Polisky.

## Vanjske poveznice
- Folk Architecture of Polissya  Arhivirana inačica izvorne stranice od 17. srpnja 2007. (Wayback Machine)
- Polissya - ethnographical region of Ukraine
- Ukrainian Tribal Divisions and Ethnographic Groups  Arhivirana inačica izvorne stranice od 12. siječnja 2014. (Wayback Machine)